# Swiss Indoors 2016
Swiss Indoors 2016 byl tenisový turnaj pořádaný jako součást mužského okruhu ATP World Tour, který se hrál na krytých dvorcích s tvrdým povrchem arény St. Jakobshalle. Konal se mezi 22. až 30. říjnem 2016 ve švýcarské Basileji jako čtyřicátý sedmý ročník turnaje.
Turnaj s celkovým rozpočtem 2 151 985 eur patřil do kategorie ATP World Tour 500. Nejvýše nasazeným hráčem ve dvouhře se stal třetí tenista světa Stan Wawrinka ze Švýcarska, kterého ve čtvrtfinále vyřadil německý kvalifikant Mischa Zverev. Jako poslední přímý účastník do hlavní singlové soutěže nastoupil 62. francouzský hráč žebříčku ATP Adrian Mannarino.
Šestnáctý singlový titul na okruhu ATP Tour vybojoval Chorvat Marin Čilić. První společnou deblovou trofej si odvezl španělsko-americký pár Marcel Granollers a Jack Sock.

## Distribuce bodů a finančních odměn

### Distribuce bodů
| Soutěž  | vítězové | finalisté | semifinalisté | čtvrtfinalisté | 16 v kole | 32 v kole | Q  | Q2 | Q1 |
| ------- | -------- | --------- | ------------- | -------------- | --------- | --------- | -- | -- | -- |
| dvouhra | 500      | 300       | 180           | 90             | 45        | 0         | 20 | 10 | 0  |
| čtyřhra | 500      | 300       | 180           | 90             | 0         | —         | —  | —  | —  |

### Finanční odměny
| Soutěž                                      | vítězové | finalisté | semifinalisté | čtvrtfinalisté | 16 v kole | 32 v kole | Q2     | Q1     |
| ------------------------------------------- | -------- | --------- | ------------- | -------------- | --------- | --------- | ------ | ------ |
| dvouhra                                     | €387 100 | €181 800  | €90 270       | €45 135        | €22 870   | €12 035   | €2 005 | €1 105 |
| čtyřhra                                     | €114 100 | €53 900   | €26 020       | €13 530        | €7 080    | —         | —      | —      |
| v deblových soutěžích uváděna částka na pár |          |           |               |                |           |           |        |        |

## Dvouhra

### Nasazení hráčů
| Země                          | Hráč            | ATP | Nasazení |
| ----------------------------- | --------------- | --- | -------- |
| Švýcarsko                     | Stan Wawrinka   | 3.  | 1.       |
| Kanada                        | Milos Raonic    | 4.  | 2.       |
| Japonsko                      | Kei Nišikori    | 5.  | 3.       |
| Chorvatsko                    | Marin Čilić     | 11. | 4.       |
| Belgie                        | David Goffin    | 12. | 5.       |
| Bulharsko                     | Grigor Dimitrov | 18. | 6.       |
| Francie                       | Richard Gasquet | 19. | 7.       |
| USA                           | Jack Sock       | 23. | 8.       |
| Žebříček ATP k 17. říjnu 2016 |                 |     |          |

### Jiné formy účasti na turnaji
Následující hráči obdrželi divokou kartu do hlavní soutěže:
- Marco Chiudinelli
- Juan Martín del Potro
- Henri Laaksonen

Následující hráči postoupili z kvalifikace:
- Ričardas Berankis
- Robin Haase
- Donald Young
- Mischa Zverev

### Odhlášení
před začátkem turnaje
- Borna Ćorić → nahradil jej  Michail Južnyj
- Nick Kyrgios (suspenzace) → nahradil jej  Taylor Fritz
- Juan Mónaco → nahradil jej  Florian Mayer
- Rafael Nadal (poranění zápěstí) → nahradil jej  Dušan Lajović

### Skrečování
- Richard Gasquet[1]

## Čtyřhra

### Nasazení párů
| Země                                                                     | Hráč            | Země      | Hráč         | ATP | Nasazení |
| ------------------------------------------------------------------------ | --------------- | --------- | ------------ | --- | -------- |
| Spojené království                                                       | Jamie Murray    | Brazílie  | Bruno Soares | 5.  | 1.       |
| USA                                                                      | Bob Bryan       | USA       | Mike Bryan   | 11. | 2.       |
| Španělsko                                                                | Feliciano López | Španělsko | Marc López   | 23. | 3.       |
| Polsko                                                                   | Łukasz Kubot    | Brazílie  | Marcelo Melo | 32. | 4.       |
| Žebříček ATP k 17. říjnu 2016; číslo je součtem umístění obou členů páru |                 |           |              |     |          |

### Jiné formy účasti
Následující páry obdržely divokou kartu do hlavní soutěže:
- Antoine Bellier /  Marco Chiudinelli
- Adrien Bossel /  Henri Laaksonen

Následující pár postoupil z kvalifikace:
- Federico Delbonis /  Guido Pella

## Přehled finále

### Mužská dvouhra
- Marin Čilić vs.  Kei Nišikori, 6–1, 7–6(7–5)

### Mužská čtyřhra
- Marcel Granollers /  Jack Sock vs.  Robert Lindstedt /  Michael Venus, 6–3, 6–4